# Sais minerais
Os sais minerais são substâncias inorgânicas contendo cátions e íons metálicos. Eles são necessários ao corpo por serem responsáveis pelo bom funcionamento do metabolismo (conjunto de reações químicas catalisadas por enzimas). Sem o bom funcionamento do metabolismo, o corpo não reage de forma eficiente no combate às doenças e a cicatrização dos ferimentos, por exemplo. Os sais minerais são nutrientes que fornecem substâncias importantes como sódio, potássio, cálcio, ferro, etc. Encontramos sais minerais na água, nas frutas, nos legumes, nas verduras, nos frutos do mar, no leite e em diversos outros alimentos.
- Os íons sódio e o potássio, regulam a quantidade de água no organismo, além de atuar nas funções do sistema nervoso e na contração muscular. O sódio é encontrado no sal de cozinha e o potássio em frutas como banana e laranja, entre outras.
- Os sais de cálcio e de fósforo entram na composição dos dentes e dos ossos. O leite e seus derivados, como o queijo e o iogurte, fornecem esses minerais.

## Ferro
O ferro é um elemento de origem mineral e que pode se manifestar nos alimentos em duas formas químicas diferentes. Existe o ferro “não hemínico”, ou ferro “não heme” (também denominado por vezes de “inorgânico”), que se encontra presente nos vegetais, leite e ovos. Estes alimentos só contêm este tipo específico de ferro, embora na carne e no peixe o ferro “não heme” constitua cerca de 65% do total. O ferro “heme”, “hemínico” ou orgânico só se encontra na carne e no peixe, constituindo 35% do total de ferro contido nestes alimentos.

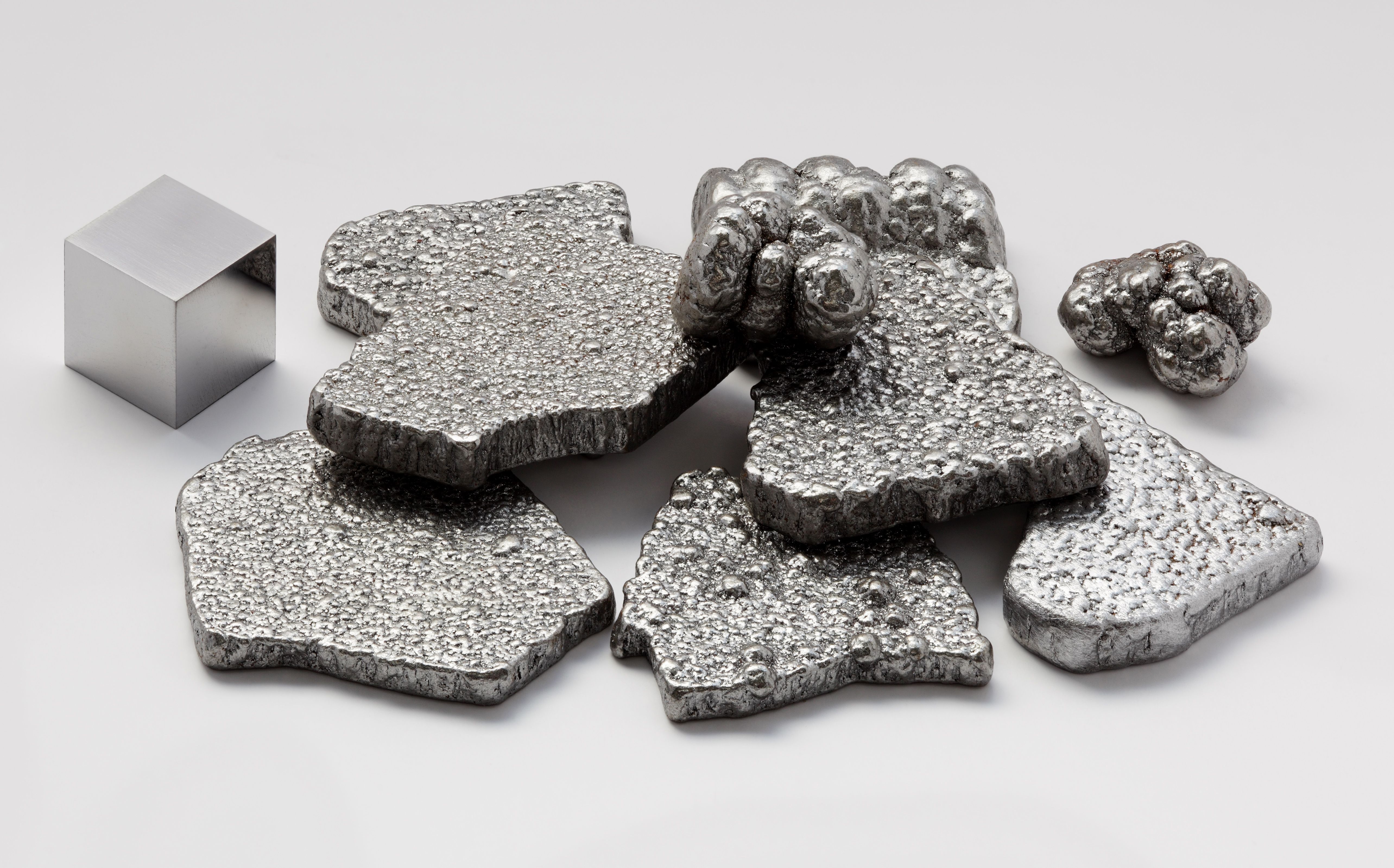
Diversas formas do ferro.

O ferro, independentemente do seu tipo, seja ferro “heme” ou ferro “não heme”, possui uma taxa reduzida de absorção. As taxas variam conforme o tipo, mas a absorção nos vegetais em geral é de 10%, do peixe cerca de 15% e da soja e seus derivados cerca de 20%. O tipo de alimento que apresenta uma maior taxa de absorção de ferro é o grupo das carnes, registando-se 30% de absorção efectiva.
Existe o mito que o ferro da carne é melhor que o ferro de origem vegetal, embora este fato não seja correto. Isto porque o organismo não consegue distinguir, uma vez absorvido, se o ferro proveio de vegetais ou carne, sendo ambos os tipos aproveitados metabolicamente. O que acontece é que, como se demonstrou, a taxa de absorção do ferro da carne, o ferro “heme” é superior ao ferro vegetal, o ferro “não heme”, embora seja mais prejudicial ao coração.
A vitamina C aumenta a absorção do ferro “não heme”. Já o cálcio, os oxalatos das verduras, fitatos dos cereais, os polifenóis ou tanino do chá e até certos alimentos de origem vegetal podem prejudicar a absorção de ferro, caso estejam presentes em excesso. O ferro é o principal componente da hemoglobina, molécula que permite a absorção e o transporte de oxigênio pelo corpo, a sua falta pode causar problemas relacionados a respiração celular.

Principais fontes:
- Carnes;
- Fígado;
- Frango;
- Ovo.

## Fósforo
Atua na formação dos dentes e ossos; indispensável para o sistema nervoso e o sistema muscular, junto com o cálcio e com a vitamina D combatem o raquitismo.
Fósforo tem um papel importante na produção de energia juntamente com o cálcio. A energia química do corpo é armazenada em combinações de fosfato de alta energia.
O elemento fósforo é altamente venenoso, mas não é tóxico quando ingerido como fosfato na dieta.

Principais fontes:
- Carnes;
- Porco;
- Frango;
- Repolho.

## Magnésio
Pesquisas revelaram que o magnésio tem um papel fundamental na performance em esportes de resistência. Este mineral atua principalmente nos músculos e ossos, onde ajuda na contração muscular e metabolismo energético.
Estudos mostraram que a deficiência de magnésio diminui a resistência e que o baixo nível deste mineral na circulação está associado à diminuição da capacidade aeróbica. Infelizmente, baixo nível de magnésio na circulação já foi constatado em corredores após a maratona está relacionado à perda pela transpiração.

Principais fontes:
- Legumes;
- Nozes.

## Zinco
Atua no controle cerebral dos músculos; ajuda na respiração dos tecidos, participa no metabolismo das proteínas e carboidratos.
Sua falta provoca a diminuição dos hormônios masculinos e favorece o diabetes.
Zinco ajuda a manter o sistema imunológico sadio, facilita a cicatrização de machucados e recuperação de lesões. Além disso, como atletas perdem zinco pelo suor, eles podem se tornar deficientes deste mineral mais rapidamente. Um dos sinais de deficiência de zinco é o aumento de resfriados.

## Potássio
Potássio é um eletrólito importante para a transmissão nervosa, contração muscular e equilíbrio de fluidos no organismo. Sintomas de deficiência de potássio incluem fraqueza muscular, desorientação e fadiga.

Principais fontes:
- Carne;
- Leite;
- Frutas;
- Vegetais.

## Sódio
Sódio é um eletrólito importante para a transmissão nervosa, contração muscular e equilíbrio de fluidos no organismo. Corredores participando de maratonas devem prestar atenção na reposição de sódio para evitar a hiponatremia. Muito sódio na dieta pode levar à hipertensão em pessoas com predisposição genética.

Principais fontes:
- Sal;
- Alimentos processados.

## Flúor
Previne doenças dos rins, micoses, dilatação das veias, cálculos da vesícula e paralisia. [carece de fontes?]
Flúor e fluoreto são necessários para que o cálcio seja depositado aos ossos.[carece de fontes?] Este e outros minerais como boro, cromo, cloreto, cobre, manganês, molibdênio, selênio, silício, enxofre e vanádio são necessários para a saúde em quantidades extremamente reduzidas. Uma dieta normal provê as quantidades necessárias destes elementos.